# Ola Lilith

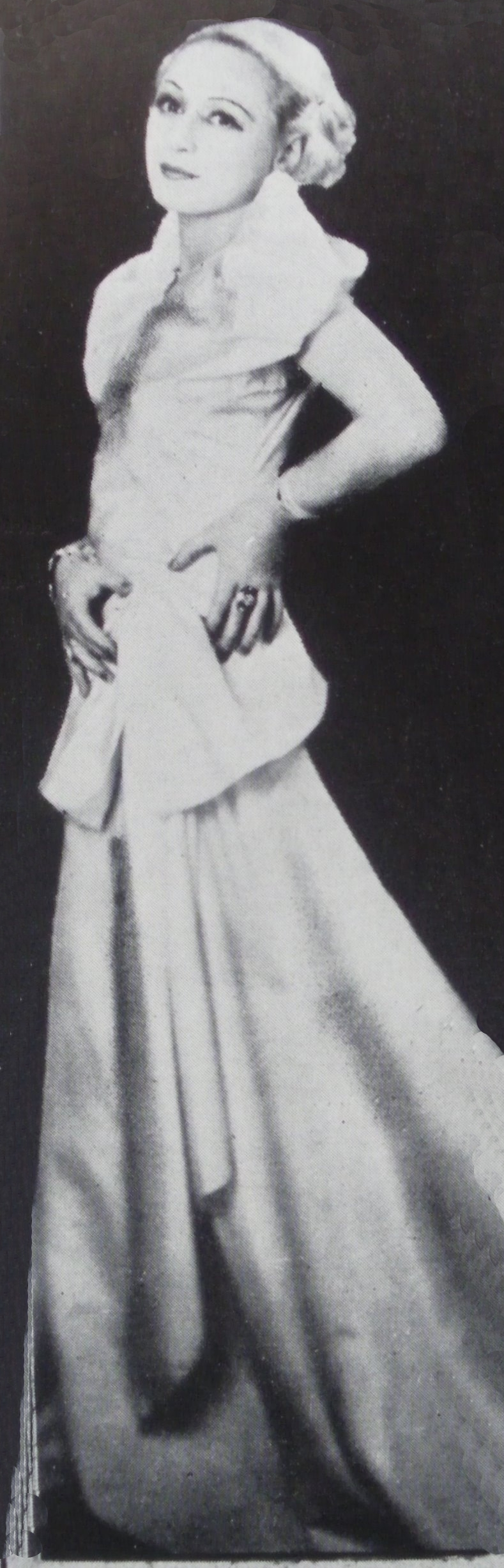
Ola Lilith w spektaklu Fishel der Gerutener

Ola Lilith (jid: אָלאַ ליליט), właściwie Łaja Cederbaum(jid: לאָלאַ צעדערבױם)(ur. 15 listopada 1906 w Warszawie, zm. 1 lub 6 grudnia 1980 w Hialeah, USA) – polsko-amerykańska piosenkarka i aktorka wykonująca repertuar w językach polskim, jidysz i angielskim, gwiazda kabaretu żydowskiego i polskiego w przedwojennej Warszawie i w Nowym Jorku.

## Młodość
Urodziła się w Warszawie w zasymilowanej rodzinie żydowskiej. Jej matka nazywała się Chawa Cederbaum i w latach trzydziestych mieszkała przy ulicy Warszawskiej 11 w Otwocku. Ojciec był kamienicznikiem, działał w kołach warszawskich właścicieli i administratorów domów. Nazywał się Szyja Cederbaum. Był spowinowacony z Aleksandrem Cederbaumem, założycielem i redaktorem hebrajskojęzycznej gazety „Ha-Melic” („Mówca”) wychodzącej w Odessie w latach 1860–1904. Łaja Cederbaum ukończyła 8-klasowe Żeńskie Gimnazjum Humanistyczne Fanny Posnerowej w Warszawie, należała do kółka teatralnego, w którym występowała śpiewając piosenki przy własnym akompaniamencie. Ponadto należała do klubu sportowo-gimnastycznego „Makabi”.
Była uczennicą Aleksandra Zelwerowicza, a w amerykańskim spisie powszechnym w roku 1940 podała, że ukończyła rok studiów wyższych.

## Kariera
Debiutowała w kabarecie „Qui Pro Quo” (QPQ) – według jednych źródeł w 1922, a według innych w 1925 roku. Została zatrudniona przez dyrektora Jerzego Boczkowskiego. Dołączyła do zespołu pod spolszczonym nazwiskiem Cederowska, a jej pierwszymi rolami były duety z Karolem Hanuszem i Włodzimierzem Macherskim. Na deskach „Qui Pro Quo” występowała przez jeden sezon.

### Azazel
Związała się z czternaście lat od niej starszym aktorem, Władysławem Godikiem. Błaszczyk (za nowojorskim Leksykonem Zylbercwajga) i wykorzystujący go jako źródło portal „Wirtualny Sztetl” podają informację o tym, że zawarła z nim w niesprecyzowanym czasie związek małżeński (patrz sekcja Życie prywatne i śmierć poniżej). Oboje występowali w teatrze miniatur „Azazel”, który zainaugurował działalność 2 lutego 1926 pod patronatem Żydowskiego Towarzystwa Krzewienia Sztuk Pięknych. Było to istotne wydarzenie dla intelektualnej żydowskiej społeczności Warszawy, dłuższe recenzje zamieścił m.in. „Nasz Przegląd”. Do współtworzenia „Azazela” nakłonił aktorkę jeden z jego inicjatorów, malarz Henryk Berlewi. W „Azazelu” pojawiła się już pod pseudonimem scenicznym Lilith, zaczerpniętym z hebrajskiego mitu spopularyzowanego przez artystów fin de siècle’u – symbolu kobiecej niezależności, kuszącego piękna i mrocznej strony natury, fascynującej i demonicznej zarazem. W programie inauguracyjnym śpiewała i tańczyła m.in. shimmy pt. „Azazel”, skomponowany przez Henocha Kohna ze słowami Moszego Brodersona, który stał się muzyczną wizytówką kabaretu i był popularny w całej Warszawie (przez co należy rozumieć, że nie tylko w środowisku żydowskim). Nie znała jeszcze wtedy języka żydowskiego, pierwsze utwory wykonywała ucząc się słów na pamięć. Wspominała potem, że w nauce jidysz pomogły jej wrodzone predyspozycje językowe, pochodzenie, a przede wszystkim świadomość, że ten język otwiera przed nią drzwi teatru żydowskiego na całym świecie. Od pierwszego przedstawienia wyrosła na czołową gwiazdę „Azazela” i zbierała najlepsze recenzje. Obok niej uznaniem krytyki cieszył się Godik, chwalony za konferansjerkę. Oboje występowali we wszystkich czterech programach „Azazela”, co najmniej do marca 1927. Gdy zespół się rozpadł, zaczęli podróżować po prowincji i dawać koncerty w różnych miastach Polski, wspólnie opracowując swoje programy. Nagrali płyty dla wytwórni Homocord ze swoim rewiowym repertuarem w jidysz. Lilith w wywiadach mówiła: Ja i Godik stanowimy całość teatralną. W lutym 1928 pojawili się na koncercie monstre w warszawskim Teatrze Nowości obok Zuli Pogorzelskiej, Romualda Gierasińskiego, Włodzimierza Macherskiego i śpiewającego siłacza Zeliga Posoffa. Olę Lilith przedstawiano jako znakomitą interpretatorkę żydowskich pieśni charakterystycznych. Groteska była nową dziedziną jej repertuaru, wcześniej specjalizowała się w żydowskich utworach ludowych i piosenkach o charakterze dramatycznym. W kwietniu 1929 występowała z Godikiem we Lwowie z częścią dawnego zespołu „Azazela”, wskrzeszając okazjonalnie jego działalność. W sierpniu 1929 w warszawskim teatrze „Scala” wystawili rewię Hopla, mir leben (Hopla, żyjemy!). „Nasz Przegląd” wydrukował obszerną recenzję z programu, w której pisano, że Lilith i Godik stali u kolebki żydowskiej rewii artystycznej i byli w „Azazelu” piastunami nowego scenicznego stylu. Kolejne premiery widowisk z ich udziałem w teatrze „Scala” odbyły się w styczniu (A mojd a cymes) i w marcu 1930 (M’fajft ofn kryzys!). W lutym 1930 roku w kinoteatrze „Wodewil” przy Nowym Świecie 43 ich występy były atrakcją wielkiego balu maskowego. Wyruszyli na tournée zagraniczne dołączając do goszczącego w marcu 1930 w Warszawie znanego amerykańskiego aktora, Borysa Tomaszewskiego (Boris Tomashefsky) oraz Ruth Rene. Występowali w Czechosłowacji, Austrii, Francji, Belgii, Holandii i Anglii. Stamtąd popłynęli do USA.

### Stany Zjednoczone (1931–1933)
W czasie podróży na statku SS „Majestic” legitymowała się paszportem z nazwiskiem Laja Cederbaum, miała 24 lata, jako zawód podała artysta. Statek przypłynął do USA 11 lipca 1930 roku z Southampton w Anglii. W marcu 1931 roku występowała wraz z Godikiem w swoim pierwszym przedstawieniu w Stanach Zjednoczonych w Civic Repertory Theatre w Nowym Jorku z programem w jidysz. Recenzent „New York Timesa” określił to przedstawienie jako rodzaj wodewilu w typie rosyjskiego teatru rewiowego (Le Chauve Souris). Podkreślano, że Lilith dobrze się sprawdzała w zróżnicowanych numerach scenicznych jako narzeczona strażaka, dziewczyna z ulicy, a także jako kucharka z temperamentem. Podobała się piosenka o żebraku wykonywana razem z Godikiem, ale recenzent wyróżnił wykonanie piosenek „The Bandura” oraz „Street Beggars”. Podkreślano, że aktorzy wywodzą się z warszawskiego „Azazela”. Recenzent wspomniał, że w repertuarze spektaklu w Civic Repertory Theatre były piosenki żydowskie, rosyjskie, polskie, ukraińskie i litewskie oraz cytował anegdotę opowiedzianą przez Olę Lilith, w której opisywała ona, jak przyjęto ją do warszawskiego teatru „Qui Pro Quo” bez żadnych studiów teatralnych, muzycznych czy piosenkarskich – po tym, gdy powiedziała, że potrafi wszystko. Jej pierwsze występy w Nowym Jorku odbyły się na tle czarnej kurtyny, bez scenografii. Ten sposób prezentowania się na scenie stał się później jej znakiem rozpoznawczym. W marcu 1931 występowała też w Royal Theatre na Broadwayu w podobnym repertuarze, a następnie duet planował występy poza Nowym Jorkiem.

### Dziewczyna z Warszawy
We wrześniu 1931 Lilith zagrała główną rolę w przedstawieniu Dos meydl fun Varshe (Dziewczyna z Warszawy, The Girl from Warsaw) w Nowym Jorku w teatrze Kesslera The Second Avenue Theatre (35 2nd Avenue, East Side) z muzyką Josepha Rumshinskiego (Rumszyńskiego). Scenariusz operetki został napisany z myślą o Lilith, oparty na książce Menachema Baraisho (M. Borejsza) i Benjamina Resslera. Opowiadał o zasymilowanej dziewczynie żydowskiej z dobrego domu i jej miłości do kabaretu – historię podobną do biografii Lilith. Śpiewała tam m.in. piosenkę pt. „Varshe” („Warszawa”) ze słowami Nahuma Stutchkoffa i muzyką Josepha Rumshinskiego, która została bardzo dobrze przyjęta. (Nuty piosenki znajdują się w Bibliotece Kongresu USA, Dorot Jewish Edition). Recenzent podkreślał, że suknie Lilith były bardziej eleganckie niż te, jakie widywało się wtedy w Nowym Jorku, a jako aktorka była magnetyczna. W grudniu 1932 roku grała w przedstawieniu Plezhur (Przyjemność, Pleasure) Chone Gottesfelda z muzyką Josepha Rumshinskiego w The Second Avenue Theatre (Nowy Jork, 2nd Ave and 2nd St.). Dawała też recitale piosenek w jidysz. W listopadzie 1932 roku występowała przed seansami filmowymi wytwórni RKO.

### Palace Theatre
22 listopada 1932 swoje podwoje jako teatr wodewilowy zamykał słynny The Palace Theatre w centrum Manhattanu. Wiodącymi artystami w ostatnim spektaklu byli gitarzysta i piosenkarz Nick Lucas oraz tancerz (wraz ze swoim zespołem) Hal Le Roy.
W „New York Timesie” pisano, że w ostatnim przedstawieniu występowała także Ola Lilith ze swoimi wesołymi i smutnymi piosenkami, komik starej szkoły Sid Marion, sensacjonalista Giovanni, mimowie Ross i Edwards oraz Honey Family na trapezie a kronikarz stwierdził na końcu nostalgicznie: sic transit gloria mundi (tak przemija chwała świata). O występie tym informowała również łódzka „Ilustrowana Republika”, pisząc, że był on ukoronowaniem pobytu Lilith za oceanem.
Inna polska aktorka – Pola Negri – pojawiła się w The Palace Theatre w tym samym roku, ale 12 września, a jej występ traktowano jako jedną z głównych atrakcji.

### Polskie kabarety (1933–1935)

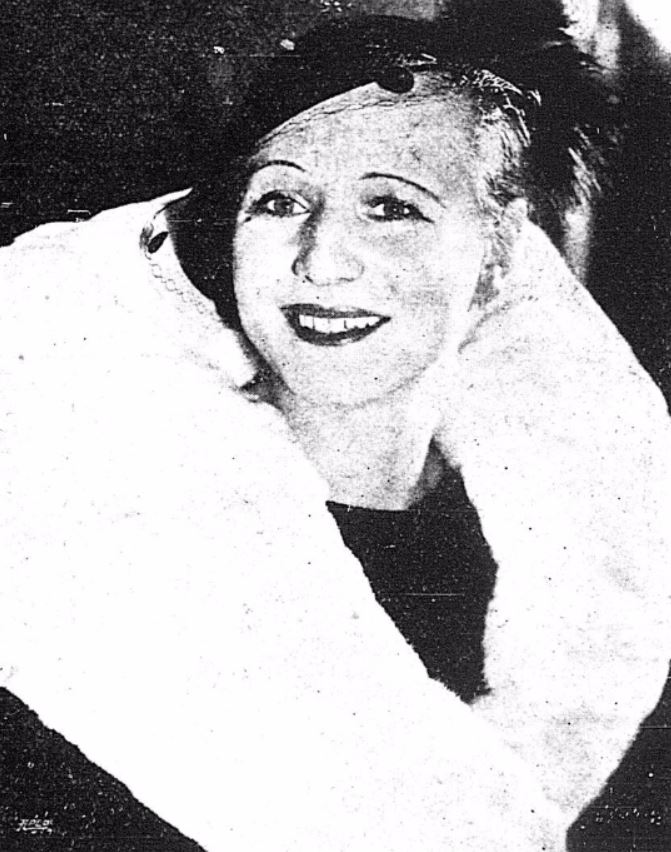
Po powrocie z Ameryki Ola Lilith, znana artystka scen żydowskich, została zaangażowana do „Reksa” na szereg występów gościnnych

Ola Lilith wróciła do Polski w lutym 1933 wraz z Władysławem Godikiem. Jeden z jej pierwszych koncertów odbył się w sali łódzkiej Filharmonii. W recenzji podkreślano, że szczególne wrażenie na publiczności wywarły wykonane przez Lilith pieśni murzyńskie oraz aktualne szlagiery amerykańskie, odmalowujące obraz wielkiego kryzysu (ang. Great Depression). Była wśród nich m.in. słynna piosenka „Brother, Can You Spare a Dime?”.
Lilith została zaangażowana przez Andrzeja Własta do teatru muzycznego „Rex” na szereg występów gościnnych. 15 września odbyła się tam premiera rewii Wszystko dla wszystkich z jej udziałem. Uczestniczyła też w rewii Dzieje śmiechu w „Reksie”, gdzie śpiewała piosenki „W zaułku żydowskim”, „Życzenie”, „A ja cię kochać nie przestanę” oraz – wraz z całym zespołem – piosenkę finałową „Serpentyny”.
17 grudnia 1933 roku grała we Lwowie w sali Colosseum w teatrzyku „Złoty Pieprzyk”, wykonywała gościnnie piosenkę, a jej urok, wdzięk, oraz przemiły temperament i subtelny sentyment, podbił słuchaczy. W lutym 1934 roku występowała w warszawskim kinoteatrze „Colosseum”. Prezentowano film Arystokracja podziemi w reżyserii Franka Capry. W tzw. nadprogramie dawano rewię pod kierunkiem Walerego Jastrzębca. Recenzent pisał, że Lilith reprezentuje się jako aktorka o poważnej kulturze i pierwszorzędnej technice odtwórczej. We wrześniu 1934, również w „Colloseum”, wzięła udział w rewii Dziewczę ulicy w reżyserii Jastrzębca. 2 grudnia 1934 roku występowała w Poznaniu wraz z Zizi Halamą i Feliksem Parnellem w kinoteatrze „Słońce”. Pisano wówczas, że znakomita międzynarodowa piosenkarka Ola Lilith odśpiewa szereg najnowszych przeboji oraz największy jej szlagier „Fortancerkę”. W styczniu 1935 występowała w rewii w kinoteatrze „Nil” przy ul. Senatorskiej 20. W kwietniu 1935 występowała w Wilnie w sali Konserwatorium zapowiadana jako znana śpiewaczka rewiowa.

### Incydent w Berlinie
Z kolejnym wyjazdem Oli Lilith do Stanów Zjednoczonych, gdzie wystąpiła o obywatelstwo, wiąże się incydent opisywany w ówczesnej prasie. Berliński raport policyjny z 16 lipca 1935 roku notuje, że E. W. Wood, midszypmen z amerykańskiego pancernika USS „Wyoming” (pancernik ten pływał wtedy w rejsach szkoleniowych kadetów amerykańskiej Akademii Morskiej m.in. do portów europejskich, a kadeci w czasie wolnym organizowali wycieczki, m.in. do Berlina) wdał się w potyczkę na pięści w czasie antyżydowskich zamieszek w Berlinie i spędził noc w więzieniu. Wydarzenie miało miejsce na bulwarze Kurfürstendamm 15 lipca 1935 roku. Wood (w cywilu kompozytor muzyki popularnej) przebywał na tarasie kawiarni, kiedy silny mężczyzna przewrócił Żydówkę na ziemię, inna na to zareagowała i też została pobita. Mężczyzna odezwał się do Wooda: I co ty na to? Wood, stając w obronie zaatakowanych kobiet, wdał się w bójkę z napastnikiem. Zamieszki były znaczne i zaczęły się w poniedziałek 15 lipca po godzinie 20. Następnego dnia władze niemieckie starały się załagodzić sytuację. Później, bo 21 sierpnia 1935 roku, „The Times Hammond Indiana” w artykule Uratowana z rąk nazistów raportował, że Ola Lilith została pobita przez nazistów w Berlinie, ale uratował ją midszypmen Wood ze statku USS „Wyoming”. Wraz ze zdjęciem uśmiechniętej Lilith podano, że przybyła do USA, a jej prawdziwym nazwiskiem jest Leya Cedarbaum.

### Powrót do USA w 1935
Jeszcze 27 lipca 1935 roku występowała w łódzkim Helenowie razem z Godikiem, a także Zymrą Zeligfeld i Judytą Berg.
W podróż do Stanów Zjednoczonych udała się bez Władysława Godika. Na dzień przed wyjazdem udzieliła wywiadu „Naszemu Przeglądowi”, zapowiadając, że w Nowym Jorku wystąpi w specjalnie dla niej napisanej sztuce w Folksteatrze (Yiddish Folks Theatre).
Do Stanów Zjednoczonych przybyła 15 sierpnia 1935 roku na statku SS „President Harding” z Hawru we Francji. Natychmiast złożyła wniosek o obywatelstwo USA, które uzyskała 20 grudnia 1935 roku. W podaniu imigracyjnym napisała, że nie jest zamężna, jest blondynką, ma zielone oczy i wzrost 5 stóp 2 cale (157 cm).
We wrześniu 1935 odbyła się w Yiddish Folks Theatre premiera musicalu Fishel der Gerutener (Fiszel, wybraniec losu), w którym wystąpiła jako główna gwiazda obok Menasze Skulnika. Libretto napisał Louis Freiman, muzykę Rumshinsky. Występowali również Paul (Pesah) Burstein, Diana Goldberg i Irving Grossman.
W swojej autobiografii Burstein napisał, że była wtedy związana z Aleksandrem Olshanetskym (kompozytorem słynnego „Miasteczka Bełz”). Nie chciała przyłączyć się do amerykańskiego stowarzyszenia aktorów żydowskich (Jewish Actors’ Union), nazywając ich przesłuchania inkwizycją.
Śpiewała w programach radia WEVD w Nowym Jorku (w tym czasie śpiewał tam także Mordechaj Yardeini jako „The Palestinian Singer”, później napisał o niej wspomnienie). W 1938 roku Noach Nachbusz pisał, że Ola Lilith w teatrze „Arte 7” w USA dopiero teraz znajdzie uznanie należne jej już od dawna.
W 1940 roku w Yiddish Folks Theatre na Manhattanie oraz w marcu 1941 w Hopkinson Theatre na Brooklynie występowała wraz z Ludwikiem Satzem i Edmundem Zayendą (z Polski) w operetce Ven di zun geyt oyf (ang. Sunrise, pol. Gdy słońce zachodzi) z librettem Abrahama Bluma i muzyką Josepha Rumshinskiego.
20 października 1943 roku wstąpiła do armii amerykańskiej po otrzymaniu wiadomości, że jej matka została zamordowana w Polsce przez Niemców. Służyła w Women’s Army Corps (WAC), pracując jako tłumaczka z języków francuskiego, niemieckiego, rosyjskiego, polskiego oraz angielskiego. W styczniu 1944 przebywała w San Mateo oraz Burlingame w Kalifornii jako rekruter. Dla żołnierzy w Chinach, Japonii oraz na Południowym Pacyfiku nadano wtedy na falach krótkich audycję o jej życiu. Szkoliła się w Des Moines w Iowa. Jej stałym miejscem pobytu było San Francisco, 444 Market St. (punkt rekrutacyjny WAC).

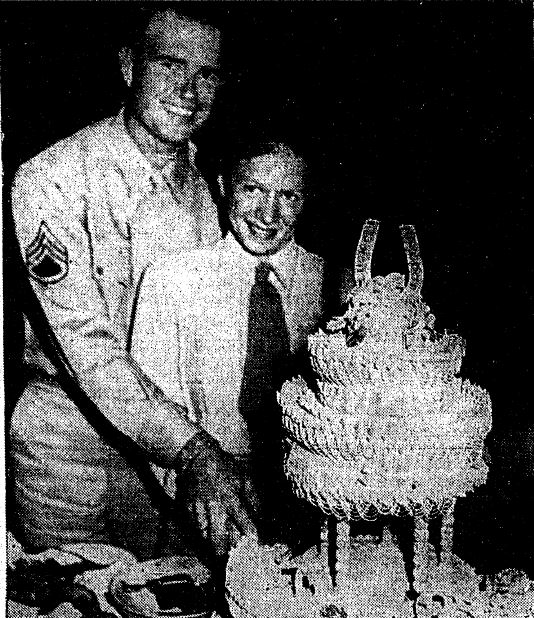
Tort weselny Oli Lilith i Lelanda M. Bentona

## Życie prywatne i śmierć
Była związana przez wiele lat z Władysławem Godikiem. Błaszczyk (za Leksykonem Zylbercwajga) podaje, że Lilith „wraz z mężem, Władysławem Godikiem, założyła w 1925 w Warszawie teatr rewiowy Azazel”. W wywiadzie dla czasopisma „Ewa” z września 1929 roku Lilith mówiła o sobie i Godiku jako o małżeństwie. We wrześniu 1931 roku „New York Times” wspominał, że Willy Godick występuje z Olą Lilith w przedstawieniu „The Girl from Warsaw” i że jest jej mężem („off-stage husband Willy Godick”). Jednak małżeństwo z Władysławem Godikiem jest trudne do pogodzenia z opisanymi wcześniej innymi faktami z życiorysu Oli Lilith: używała panieńskiego nazwiska Cederbaum w czasie wspólnej z Godikiem podróży do USA w 1930 roku, w 1935 roku podała we wniosku o nadanie amerykańskiego obywatelstwa, że nie jest zamężna („I am not married”); ponadto zawarła w 1942 kolejne małżeństwo, przy braku w źródłach informacji o rozwodzie z Godikiem.
Wyszła za mąż jako szeregowiec (ang. private – pvt.) w jednostce wojskowej Stanów Zjednoczonych Camp Huckstep w Kairze w Egipcie 1 września (lub dzień wcześniej) 1944 roku. Poślubiła piętnaście lat od niej młodszego sierżanta Lelanda M. Bentona. Na ślubie piosenkę „Oh, Promise Me” zaśpiewała Mary Juneau. Zarówno wesele, jak i ślub odbywały się według ceremoniału wojskowego, jednak dzwoniły dzwony, a na przyjęciu weselnym był tort – prezent od kadry oficerskiej. Małżonkowie pojechali w czterodniową podróż poślubną do Mena House koło piramid w Egipcie. Od tego czasu aktorka nosiła nazwisko Ola L. Benton.
Po wojnie mieszkała w Miami Beach oraz w Miami Springs na Florydzie.  W 1955 roku jej adresem było Miami Springs, Carlisle Drive  41. Jej mąż, który pracował dla firmy „Joe Daniels” i zajmował się pracami budowlanymi i usługami przeładunkowymi, zmarł tragicznie 30 października 1970 roku. Zmarła w mieście Hialeah, w hrabstwie Miami-Dade, blisko Miami Springs 1 lub 6 grudnia 1980.